# Diana Glenn
Diana Glenn (Sídney, Nueva Gales del Sur; 13 de marzo de 1974) es una actriz australiana, conocida por interpretar a Chloe en Satisfaction y a Shannon Jones en la serie Neighbours.

## Biografía
Diana es hija de padre inglés y madre griega y tiene tres hermanos. Su familia emigró a Australia cuando ella tenía 14 años
Diana asistió al Melbourne Girls Grammar School y estudió arte en la Universidad de Monash y en la de Melbourne.
Diana salió con el actor y comediante Josh Lawson.
En 2009 comenzó a salir con el actor Vince Colosimo, En diciembre de 2013 se anunció que Diana y Vince estaban esperando a su primer bebé juntos, la pareja le dio la bienvenida a Massimo "Massi" Colosimo el 9 de abril de 2014. Dos meses antes del nacimiento de Massimo la pareja se separó en 2014.
Diana comenzó a salir con Adam Zammit, en 2017 la pareja anunció que se había comprometido.

## Carrera
Diana ha aparecido en varias series, películas y obras de teatro australianas. 
En 1997 apareció en la serie State Coroner, un año después apareció en Raw FM y en la exitosa serie australiana Neighbours donde interpretó a la madre soltera Shannon Jones.
En 1999 apareció en la película de aventura y ciencia ficción Alien Cargo en donde interpretó a Griffin Leilani.
Entre 2000 y 2008 participó en series como Pizza, Outriders, The Secret Life of Us, Last Man Standing, Canal Road y en The Elephant Princess.
En 2002 apareció como invitada en la serie policíaca White Collar Blue donde interpretó a Corrine Borich, la embarazada esposa del oficial Albie Borich (Stephen Anderton) que comienza a tener problemas cuando el amigo de su esposo, el oficial Theo Rahme cree que él es el padre del bebé después de tener una aventura.
En 2003 apareció en la película dramática Lennie Cahill Shoots Throught donde interpretó a Cath. Al año siguiente apareció en las películas de drama y romance Somersault y Oyster Farmer.
Entre 2006 y 2007 apareció en películas como Touched by Fellini, The Game, Crashing y en la película de terror y drama Black Water. También en el 2007 se unió al elenco de la serie dramática Satisfaction, donde interpretó a la trabajadora sexual Chloe hasta el 2009. Chloe es una madre soltera, cuya hija adolescente Bonnie descubre la verdad sobre el trabajo de su madre. 
En 2009 interpretó a la joven detective privada Carla Cametti en el drama policial Carla Cametti PD junto al actor Vince Colomosio y a Fran Logan en la película Franswa Sharl.
En 2010 Diana se unió como personaje recurrente a la aclamada serie dramática australiana Home and Away donde interpreta a la diseñadora de modas Britt Hobart, quien se aprovecha de las habilidades y creaciones de Nicole Franklin para hacerlas pasar por suyas.
En 2011 aparecerá en la película de horror y misterio Cradlewood donde interpretará a Lilith. Ese mismo año se unió al elenco de la nueva serie dramática The Slap donde dará vida a Denise Shanks junto a Anthony Hayes, Alex Dimitriades, Melissa George y Jonathan LaPaglia.
En 2013 apareció como invitada en la serie Mr & Mrs Murder y ese mismo año se unió al elenco de la serie Underbelly: Squizzy, la sexta temporada de la exitosa Underbelly. 
En marzo de 2014 se unió al elenco principal de la serie Secrets & Lies donde interpreta a Christy Gundelach, la esposa de Ben Gundelach (Martin Henderson), un hombre se convierte en el principal sospechoso del asesinato de Thom después de que haya encontrado su cuerpo.
En junio del mismo año Diana apareció como invitada en el segundo episodiod e la quinta temporada de la serie Offspring donde interpretó a Kelle, una mujer que había estudiado en la escuela con las hermanas Proudman.

## Filmografía

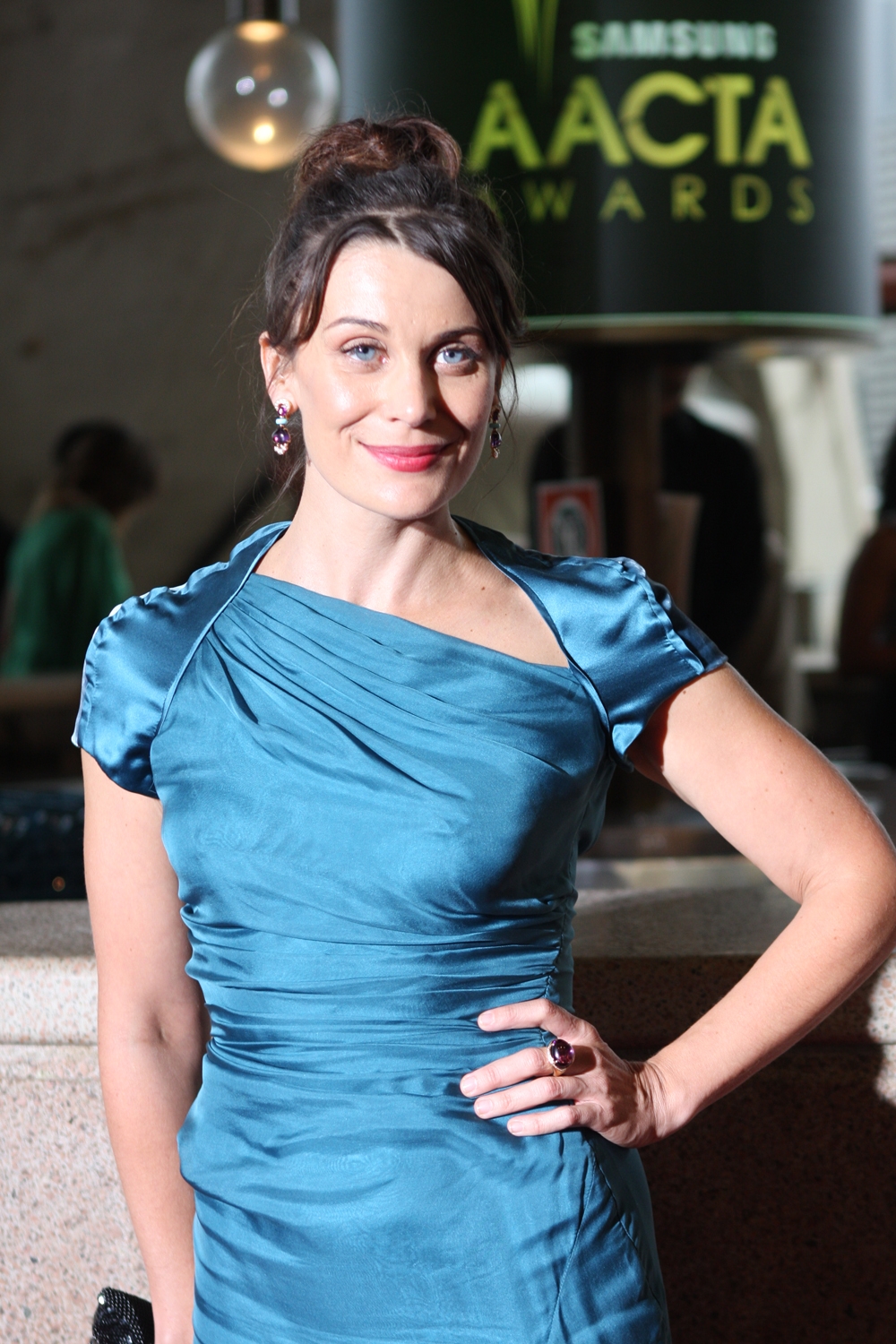
Diana durante la entrega de los premios AACTAs el 31 de enero de 2012 en Australia.

### Series de Televisión
| Año             | Título                                          | Personaje             | Notas                              |
| --------------- | ----------------------------------------------- | --------------------- | ---------------------------------- |
| 2018 - presente | Reckoning                                       | -                     | miniserie                          |
| 2018            | Olivia Newton-John                              | Nancy Chuda           | 2 episodios - miniserie            |
| 2017            | True Story with Hamish & Andy                   | Claudine              | episodio "Phil"                    |
| 2016            | The Doctor Blake Mysteries                      | Valerie Foster        | episodio "Golden Years"            |
| 2015            | Miss Fisher's Murder Mysteries                  | Mary Maddison / Velma | episodio "Blood & Money"           |
| 2014            | Secrets & Lies                                  | Christy Gundelach     | 6 episodios                        |
| 2014            | Offspring                                       | Kelle                 | episodio # 5.4                     |
| 2013            | Underbelly: Squizzy                             | Annie Stokes          | 6 episodios                        |
| 2013            | The Elegant Gentleman's Guide to Knife Fighting | Invitada              | 2 episodios                        |
| 2013            | Mr & Mrs Murder                                 | Gabi Ellroy           | episodio "En Vogue"                |
| 2011            | The Slap                                        | Sandi                 | 6 episodios                        |
| 2011            | Killing Time                                    | Denise Fraser         | 10 episodios                       |
| 2010            | Home and Away                                   | Britt Hobart          | 9 episodios                        |
| 2009            | Carla Cametti PD                                | Carla Cametti         | 6 episodios                        |
| 2007 - 2009     | Satisfaction                                    | Chloe                 | 20 episodios                       |
| 2008            | The Elephant Princess                           | -                     | -                                  |
| 2008            | Canal Road                                      | Olivia Bates          | 13 episodios                       |
| 2005            | Last Man Standing                               | Anguk                 | episodio #1.21                     |
| 2002 - 2005     | The Secret Life of Us                           | Jemima Taylor         | 14 episodios                       |
| 2002            | White Collar Blue                               | Corrine Borich        | episodio #1.8                      |
| 2001            | Outriders                                       | Oficial Taylor        | 2 episodios                        |
| 2000            | Pizza                                           | -                     | episodio "Space Pizza"             |
| 1998 - 1999     | Neighbours                                      | Shannon Jones         | 67 episodios                       |
| 1998            | Raw FM                                          | Groupie               | episodio "One"                     |
| 1997            | State Coroner                                   | Gillian Gardener      | episodio "Truth and Circumstances" |

### Películas
| Año  | Título                       | Personaje                      | Notas                                                                                     |
| ---- | ---------------------------- | ------------------------------ | ----------------------------------------------------------------------------------------- |
| 2014 | Fall                         | June Beaumont                  | corto - junto a Kristian Babian, Brianna la Rance & Madison Russo                         |
| 2013 | Summer Suit                  | Madre                          | corto - junto a Damian Walshe-Howling, Bethany Whitmore & Lucy Tyler                      |
| 2012 | Jack Irish: Black Tide       | Lyall Cronin                   | junto a Guy Pearce, Marta Dusseldorp, Roy Billing, Shane Jacobson, Don Hany & Lachy Hulme |
| 2012 | Cradlewood                   | Lilith                         | junto a Alan Dale e Ian Somerhalder                                                       |
| 2011 | Everyman                     | D'Arcy                         | corto - junto a Fletcher Humphrys & Charlie Clausen                                       |
| 2010 | The Bridge                   | Silvie                         | corto - junto a William Zappa                                                             |
| 2009 | Franswa Sharl                | Fran Logan                     | junto a Callan McAuliffe, John Batchelor & Jay Ryan                                       |
| 2007 | Black Water                  | Grace                          | junto a Maeve Dermody                                                                     |
| 2007 | Crashing                     | Diana                          | segmento "The Trouble With Dick"                                                          |
| 2006 | The Game                     | Katie                          | junto a Christopher Baker                                                                 |
| 2006 | Touched by Fellini           | Anna                           | corto - junto a Silvio Ofria, Alex Dimitriades & Paul Barry                               |
| 2004 | Oyster Farmer                | Pearl                          | junto a Alex O'Loughlin                                                                   |
| 2004 | Somersault                   | Sally                          | junto a Abbie Cornish, Damian de Montemas & Sam Worthington                               |
| 2003 | Lennie Cahill Shoots Through | Cath                           | junto a Tony Barry & Chris Haywood                                                        |
| 1999 | Alien Cargo                  | Leilani Griffin, SSS17 Sleeper | junto a Alan Dale & Rebecca Rigg                                                          |

### Teatro
| Año  | Obra               | Personaje | Director (a)    | Teatro          | Notas                                                                                     |
| ---- | ------------------ | --------- | --------------- | --------------- | ----------------------------------------------------------------------------------------- |
| 2010 | The Sweetest Thing | Sarah     | Sarah Goodes    | Belvoir Theatre | junto a Vanessa Downing, Christopher Morris, Caroline Craig, Thomas Conroy & Lucy Wigmore |
| 2000 | Girls' Night Out   | -         | Caroline Stacey | -               | junto a Daniel Fletcher, Denise Roberts, Martin Grelis & Nick Hardcastle                  |

## Premios y nominaciones
| Año  | Categoría                                              | Premio                   | Serie         | Resultado |
| ---- | ------------------------------------------------------ | ------------------------ | ------------- | --------- |
| 2012 | Most Outstanding Performance by an Actor – Female      | ASTRA Award              | -             | Nominada  |
| 2012 | Most Outstanding Actress                               | Silver Logie Award       | Killing Time  | Nominada  |
| 2012 | Best Guest or Supporting Actress in a Television Drama | AACTA Award              | The Slap      | Ganadora  |
| 2008 | Best Lead Actress in Television Drama                  | AFI Award                | Satisfaction  | Nominada  |
| 2008 | Most Outstanding Performance by an Actor - Female      | ASTRA Award              | Satisfaction  | Nominada  |
| 2008 | Most Outstanding Actress in a Drama Series             | Silver Logie Award       | Satisfaction  | Nominada  |
| 2004 | Best Actress                                           | St. Tropez Film Festival | Oyster Farmer | Ganadora  |